# Тонтута (река)
Тонтута (фр. Tontouta) — река в Новой Каледонии. Протекает по муниципалитетам Паита и Булупарис Южной провинции.
Длина — 38 км, площадь бассейна — 380 км². Средний расход воды — 11,6 м³/с, однако суточные расходы сильно меняются, кроме того, с учетом влияния паводков на средние значения, лучше использовать понятие медианного расхода. Медианный суточный расход для реки составляет 6,7 м³/с. Тонтута имеет сезонные колебания потока, с наводнениями во время влажного сезона (декабрь-апрель) и пиком в марте до 21,1 м/с.
Истоки реки находятся на склонах горы Гумбольдта Центрального хребта на высоте 530 м над уровнем моря. Впадает Тонтута в лагуну Кораллового моря на западном берегу Гранд-Тер. Течение реки быстрое, расход воды зависит от сезона. Берега покрыты лесами.